# Asistent soudce
Asistent soudce je právník, odborný pomocník soudce. Asistent v některých případech samostatně a jinak z pověření soudce činí jednotlivé úkony v soudním řízení a připravuje pro soudce návrhy soudních rozhodnutí, vč. jejich odůvodnění. Práce asistenta soudce je výkonem veřejné funkce.
Pro Ústavní soud, Nejvyšší soud a Nejvyšší správní soud platí, že každý soudce musí mít alespoň jednoho asistenta, u ostatních soudů jsou jejich pozice zřizovány podle potřeby.

## Historie
Funkce asistenta soudce byla nejprve zřízena v roce 1993 u Ústavního soudu podle § 8 až 10 a § 41 zákona o Ústavním soudu. Ústavní soud uvádí, že jeho asistenti se výrazně podílejí na přípravě a tvorbě rozhodnutí jeho soudců, a přispívají tak k prosazování materiálního právního a ústavního státu; musí splňovat vysoké odborné a morální předpoklady pro výkon funkce.
Po vzoru Ústavního soudu zřídila roku 2000 pozice asistentů i bez zákonné úpravy na Nejvyšším soudě jeho tehdejší předsedkyně Eliška Wagnerová, a to nejprve pro soudce jeho občanskoprávního a obchodního kolegia. Zákonná zakotvení a jejich uznávání v praxi pak bylo postupně upraveno na návrh tehdejšího poslance Zdeňka Koudelky v roce 2002 pro Nejvyšší soud. Později, v roce 2006, i pro ostatní obecné soudy v § 16, 36a a 179 odst. 3 zákona o soudech a soudcích, pro Nejvyšší správní soud pak roku 2003 v § 14 soudního řádu správního. Jejich pravomoci v jednotlivých soudních řízeních byly také v roce 2002 upraveny v § 38b občanského soudního řádu a v § 27c trestního řádu, jakož i v dalších zákonech týkajících se právnických povolání. Původně byl předpokládán zvláštní zákon, který by postavení a působnost asistentů soudce upravil samostatně, ale nakonec zůstalo u dosavadní úpravy různými zákony.
Asistenti soudců spolu s justičními kandidáty postupem času zcela nahradili justiční čekatele, kteří v minulosti působili na okresních a krajských soudech a vykonávali pro soudce obdobnou činnost. 

## Předpoklady pro výkon funkce
Asistent soudce je jmenován předsedou soudu na návrh soudce, o jehož asistenta se jedná. Pracovní poměr vzniká jmenováním a řídí se zákoníkem práce, funkce asistenta soudce však navíc automaticky zaniká, pokud zanikne funkce soudce, jehož je asistentem. Podmínkou pro jmenování je:
- státní občanství České republiky,
- bezúhonnost,
- magisterské vzdělání v oblasti práva na české vysoké škole.

## Plat a výkon funkce
Plat asistenta soudce je stanoven podle zákoníku práce a podle nařízení vlády o platových poměrech zaměstnanců ve veřejných službách a správě. Asistenti soudců obecných soudů jsou zařazení v 13. a 14. platové třídě a odměňováni z rozpočtové kapitoly Ministerstva spravedlnosti. Asistenti soudců Ústavního soudu jsou zařazeni v 15. platové třídě a odměňováni z rozpočtové kapitoly Ústavního soudu.
Výkon funkce asistenta se započítává do právní praxe pro justiční, právněčekatelské, advokátní, notářské a exekutorské zkoušky (obdobně jako u asistenta státního zástupce, právního čekatele, advokátního, notářského nebo exekutorského koncipienta).
Po třech letech právní praxe může asistent složit odbornou justiční zkoušku a poté se ucházet o pozici justičního kandidáta a následně soudce.

## Profesní sdružování
Někteří asistenti soudců se sdružují v Unii asistentů soudců, stavovském a nepolitickém spolku, který má za cíl hájit jejich profesní zájmy, přispívat k jejich rozvoji a prosazovat moderní koncepci soudnictví. Mohou být také tzv. přidruženými členy Soudcovské unie.